# Steven Holl
Steven Holl (* 9. prosince 1947, Bremerton, Washington) je americký architekt.
Jeho stavby odráží jeho fascinaci vědeckými fenomény a hrou se světlem. Steven Holl studoval na Washingtonské univerzitě v Římě a na Architectural Association v Londýně (1976). Kariéru začal v Kalifornii a v roce 1976 otevřel vlastní kancelář v New Yorku. Vyučoval na Washingtonské univerzitě, na Syrakuské univerzitě a od roku 1981 působí na Kolumbijské univerzitě.

## Významné stavby
- Hybrid Building (Seaside, Florida 1984 - 1988)
- Prázdný prostor, sklopný prostor (Void Space, Hinged Space)
- Bytová výstavba Spojitý svět (Nexus World, Fukoka, Japonsko (1989 - 1991)
- Dům setkat (Dallas, Texas 1989 - 1992)
- Bytová výstavba v Makuhari (Čiba, Japonsko 1992 - 1997)
- Kaple sv. Ignáce (University of Seattle, Seattle, Washington 1994 - 1997)
- Muzeum moderního umění (Kiasma, Helsinky, Finsko 1993 - 1998)
- Loisium (Langenlois, Rakousko), muzeum o vinařství
- Simmons Hall, MIT (Cambridge, Massachusetts)

## Galerie

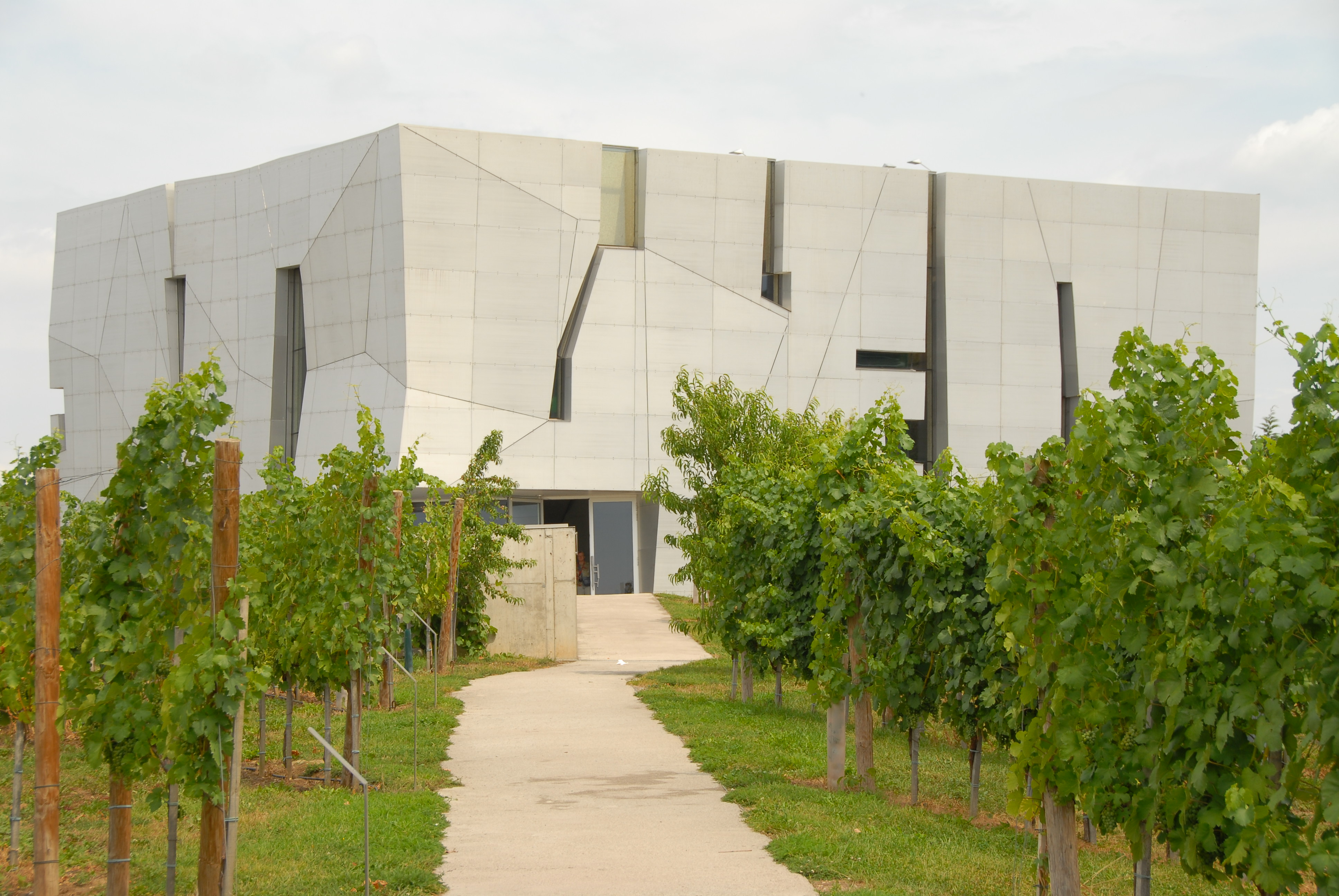
Loisium
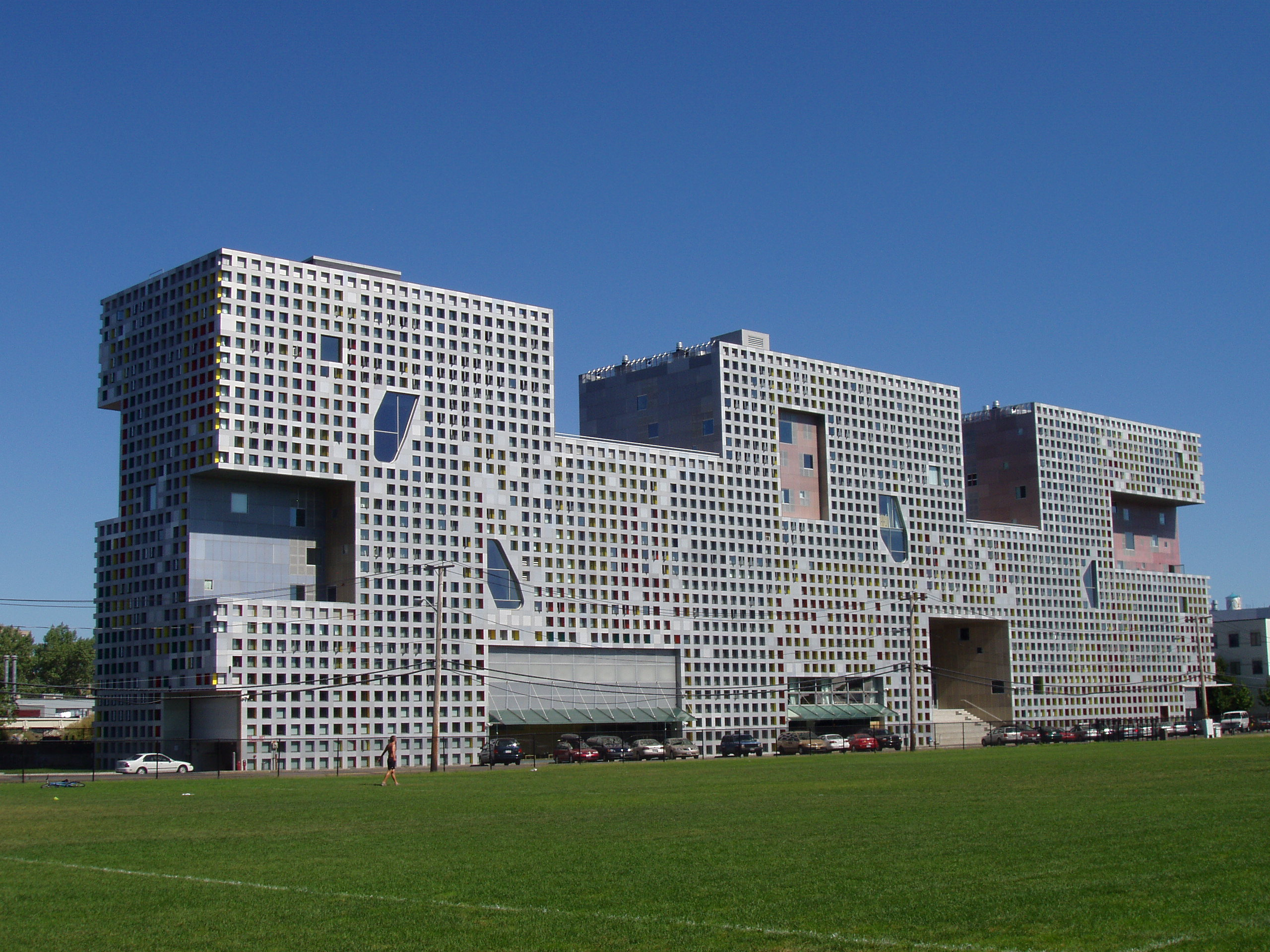
Simmons Hall, MIT